# Rubanostreptus coriaceus
Rubanostreptus coriaceus är en mångfotingart som först beskrevs av Henri Saussure och Leo Zehntner 1902.  Rubanostreptus coriaceus ingår i släktet Rubanostreptus och familjen Spirostreptidae. Inga underarter finns listade i Catalogue of Life.